# Озодии-Занон
Озодии-Занон (тадж. Озодии Занон) — село в районе Рудаки Республики Таджикистан. Входит в состав джамоата (сельской общины) Сарикишти района Рудаки.
Находится недалеко от г. Душанбе, на расстоянии 19 км от райцентра (пгт. Сомониён) и 1 км от центра общины (село Махмадшои-Боло).
Население — 2641 чел. (2017).